# Xanthotaenia batuensis
Xanthotaenia batuensis är en fjärilsart som beskrevs av Rothschild 1916. Xanthotaenia batuensis ingår i släktet Xanthotaenia och familjen praktfjärilar. Inga underarter finns listade i Catalogue of Life.